# Loubinec popínavý
Loubinec popínavý (Parthenocissus inserta, syn. Parthenocissus vitacea), lidově nazývaný psí víno je popínavá rostlina z čeledi révovitých.

## Vzhled
Loubinec popínavý je popínavá dřevina. V českých podmínkách obvykle šplhá do výšky 8-15 metrů. Mladé větve a pupeny jsou zelené. (Podobný loubinec pětilistý je má načervenalé.)
Listy jsou střídavé, opadavé, dlanitě složené, pětičetné; jednotlivé lístky jsou vejčitě kopinaté až podlouhlé, okraj je pilovitý. Na podzim se před opadem výrazně zbarvují. K přichycování na podkladu vytváří úponky s 3-5 rameny (loubinec pětilistý má 5-8 ramen), koncová přísavná destička chybí (u loubince pětilistého jsou přísavné destičky přítomny).
Květy jsou malé a zelené, v postranních vrcholících; kališních lístků je 5, korunní lístky jsou volné a je jich také 5. Tyčinek je 5. Semeník je dvoupouzdrý, srostlý se žláznatým terčem. V České republice kvete nejčastěji od července do srpna.
Plodem je tmavě modrá až černá bobule, která je většinou ojíněná a obsahuje 3-4 semena (u loubince pětilistého nebývá ojíněná a obsahuje jen 2-3 semena).

## Rozšíření a výskyt
Loubinec popínavý pochází ze Severní Ameriky. V České republice je nepůvodní, ale je často pěstován a hojně zplaňuje. Dříve nebyl v ČR odlišován od loubince pětilistého nebo byl odlišován chybně. Proto se ve starší literatuře píše o hojném výskytu loubince pětilistého (jako zdomácnělé rostliny) např. v lužních lesích; později se zjistilo, že drtivá většina těchto výskytů patří právě druhu loubinec popínavý. Například v luzích střední a jižní Moravy a ve středních Čechách se někdy chová i jako invazní druh. V Květeně ČR (Koblížek 1997) a klíči ke květeně (Koblížek 2002) se pojetí druhů, popisy a další údaje značně liší. Vzhledem k tomu, že jde o stejného autora, musíme považovat dílo z roku 2002 za správnější.